# Mönchröden

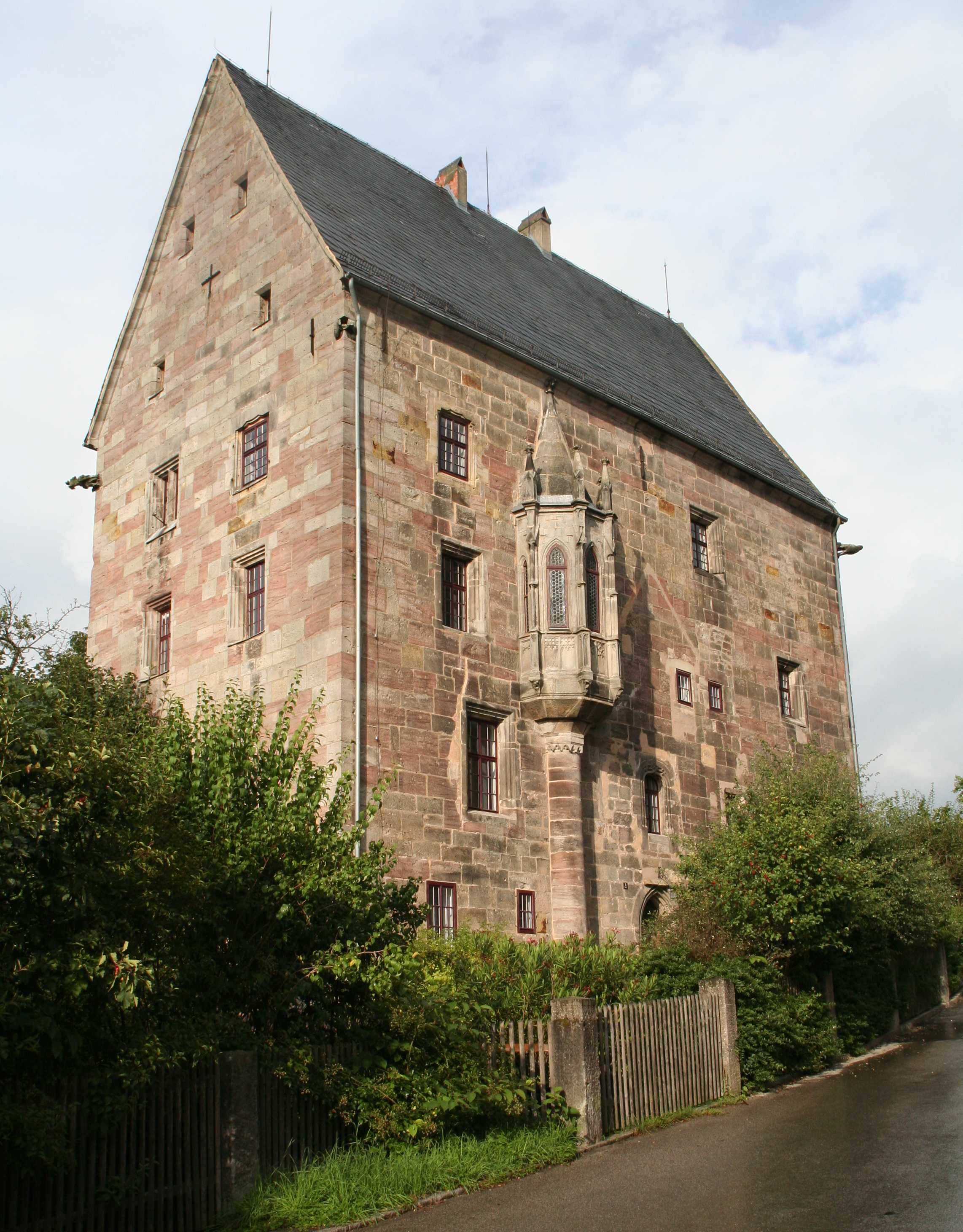
Prälatur des Klosters in Mönchröden

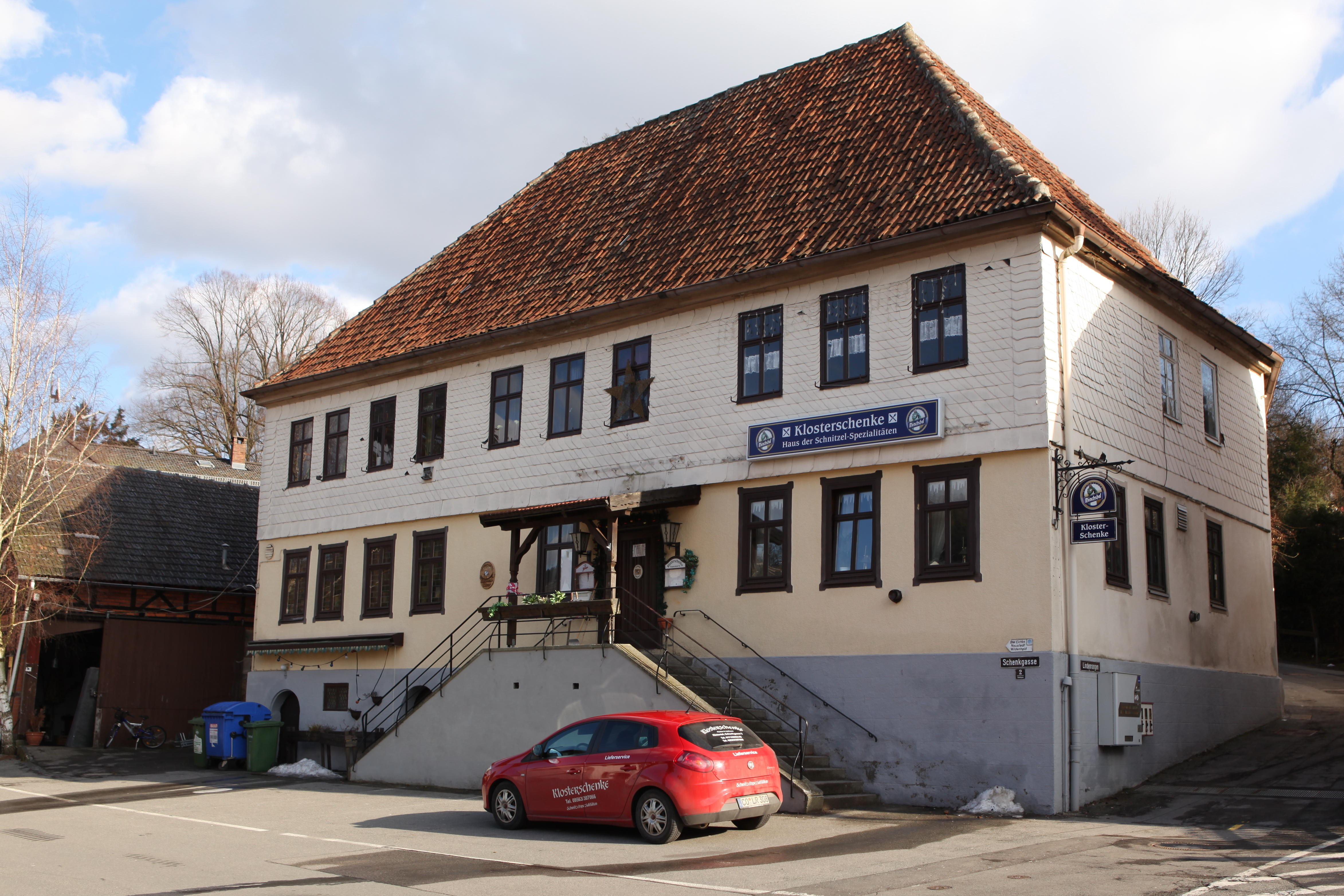
Gasthaus Klosterschänke

Mönchröden ist ein Stadtteil, eine Gemarkung und Sitz der Verwaltung der oberfränkischen Stadt Rödental im Landkreis Coburg. Am 1. Januar 1971 gehörte Mönchröden neben den damaligen Gemeinden Oeslau, Einberg, Rothenhof, Kipfendorf und Unterwohlsbach zu den „Gründungsgemeinden“ von Rödental, das durch die Gebietsreform in Bayern gebildet wurde. Der Stadtteil Mönchröden hatte laut Melderegister 4264 Einwohner zum Stand 31. Dezember 2017.

## Lage
Mönchröden liegt im Nordosten des Rödentaler Stadtgebietes und wird im Norden vom Mahnberg (426 m) und im Osten vom Deutersberg (434 m), vom Kulm (462 m) und vom Weinberg (441 m) eingerahmt. Durch Mönchröden fließt die Röden, die weiter südlich in die Itz mündet.

## Geschichte
Ein Dorf an der Röden ist erst im 19. Jahrhundert an der Talengstelle zwischen Mahn- und Weinberg aus zwei Siedlungen beiderseits des Flusses entstanden. Oberhalb des Tales, auf einer Geländestufe, lag das Gut Rothine, das 1149 im Zusammenhang mit der Gründung des Klosters Mönchröden urkundlich erwähnt wurde. Stifter des Klosters soll ein Graf Sterker gewesen sein. 1783 wurde neben dem Kloster auch der Marmor- und Alabasterbruch erwähnt. Eine der beiden Papiermühlen im Fürstentum Coburg wurde ebenfalls in Mönchröden ausgemacht. Von 1858 bis 1869 war Otto Ludloff Domänenpächter von Mönchröden. Im 19. Jahrhundert gehörten die Weiler Gnailes, Schafhausen und die Fabrik Alexandrinenthal zu Mönchröden.
Die frühere Gemeinde hatte 1961 eine Fläche von 3,62 km².

## Einwohnerentwicklung
- 1783: [6]
  - Gneyles: 2 Häuser, 13 Einwohner
  - Schaafhausen: 2 Häuser, 16 Einwohner
  - Mönchröden: 41 Häuser, 222 Einwohner
- 1804: [7]
  - Mönchröden: 41 Häuser, 222 Einwohner
- 1819: [8]
  - Gnailes: 3 Häuser, 13 Einwohner
  - Schafhausen: 2 Häuser, 10 Einwohner
  - Mönchröden: 48 Häuser, 330 Einwohner mit Marmormühle und Kupferhammer

## Wappen
Blasonierung: „In Gold über grünem Bogenfuß, darauf ein schwarz gekleideter Mönch, mit schwarzem Abtstab in der Rechten, einen gesenkten roten Wellenbalken überdeckend.“
Das Wappen wurde am 21. April 1967 durch das Bayerische Staatsministerium des Innern verliehen. Es steht redend für den Ortsnamen und erinnert zugleich an das örtliche Benediktinerkloster. Der Wellenbalken symbolisiert die durch den Ort fließende Röden. Abtstab und Wellenbalken wurden im Wappen von Rödental übernommen.

## Verkehr
Mönchröden grenzt an die Gemeindeteile Rothenhof und Oeslau und wird durch die Staatsstraße 2202 in zwei Hälften geteilt. Am Ortseingang in Richtung Neustadt (südwestlich der Fischbacher Teiche) wurde 2011 die Ortsumgehung Rödental (Bundesstraße 4) eingerichtet. Mit der Ausfahrt Rödental ist Mönchröden fünf Autominuten von der Bundesautobahn 73 entfernt. Mönchröden hat die Haltepunkte Mönchröden und Rödental Mitte an der Bahnstrecke Coburg–Sonneberg–Ernstthal am Rennsteig und drei Bushaltestellen (Am Wildpark, Am Gründlein und Rathaus/Hallenbad). Alle Stadtteile werden durch den Stadtbus Rödental miteinander verbunden.

## Sehenswürdigkeiten
Das ehemalige Benediktinerkloster Mönchröden mit Refektorium, Prälatur und Klosterkirche ist eine Sehenswürdigkeit des Ortes.

## Bildungseinrichtungen
- Kindergarten der Arbeiterwohlfahrt (AWO)
- Erich-Luther-Schule Mönchröden (Grundschule)

## Veranstaltungen
Jeden dritten Sonntag im Oktober findet die traditionelle Kirchweih statt, im Dezember die Dorfweihnacht vor dem Refektorium. Jeden Mittwoch und Samstag ist Wochenmarkt und alle 14 Tage samstags Bauernmarkt auf dem Bürgerplatz.

## Sport
Die Fußballmannschaft des Sportvereins TSV Mönchröden trägt ihre Heimspiele im Wildpark-Stadion aus. Von 1924 bis in die 1980er-Jahre betrieb der TSV Mönchröden mit der Schanze am Kulm und der Weinbergschanze zwei Skisprungschanzen, die nicht mehr bestehen.

## Dialekt
In Mönchröden wird Itzgründisch, ein mainfränkischer Dialekt, gesprochen.

## Söhne der Stadt
- Edwin Weber (1946–2020), Chemiker und Hochschullehrer
- Wolfgang Fuchs (* 1955), Komponist